# Вільямайор-де-Монхардін
Вільямайор-де-Монхардін (ісп. Villamayor de Monjardín) — муніципалітет в Іспанії, у складі автономної спільноти Наварра. Населення — 140 осіб (2009).
Муніципалітет розташований на відстані близько 280 км на північний схід від Мадрида, 42 км на південний захід від Памплони.

## Демографія
Динаміка населення (INE ):

## Галерея зображень

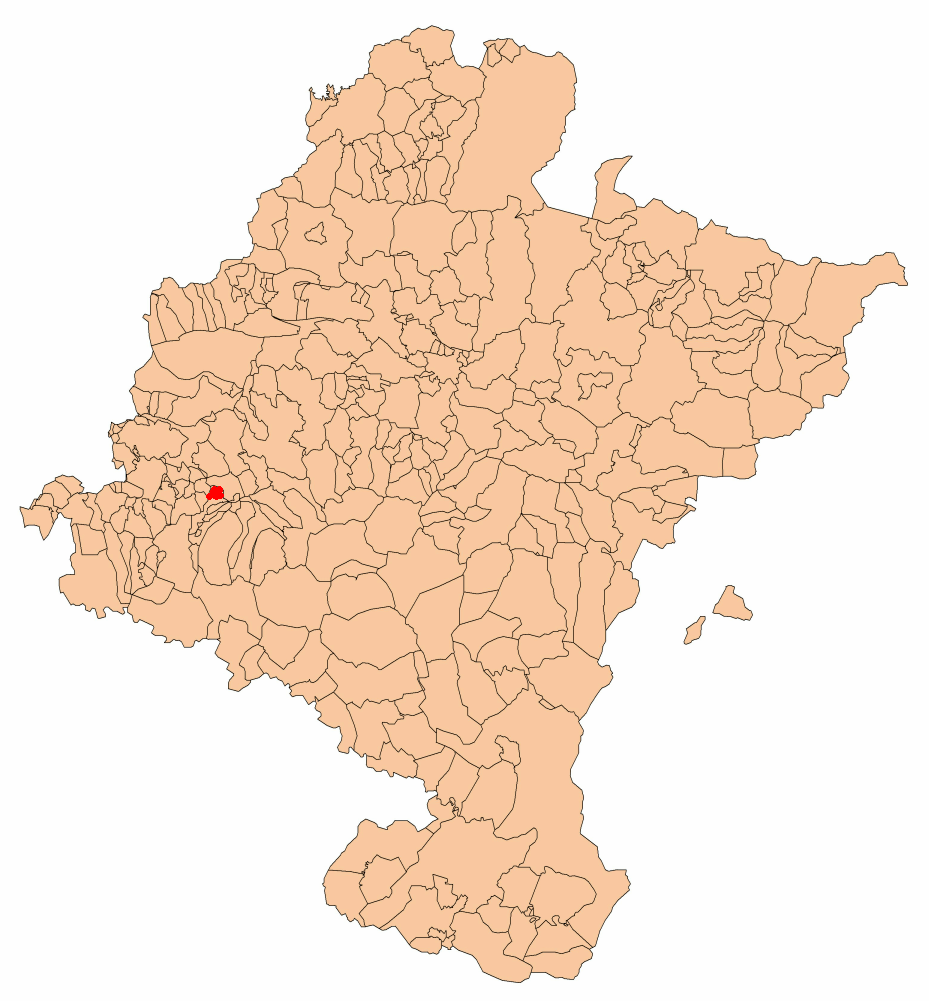
Розташування муніципалітету
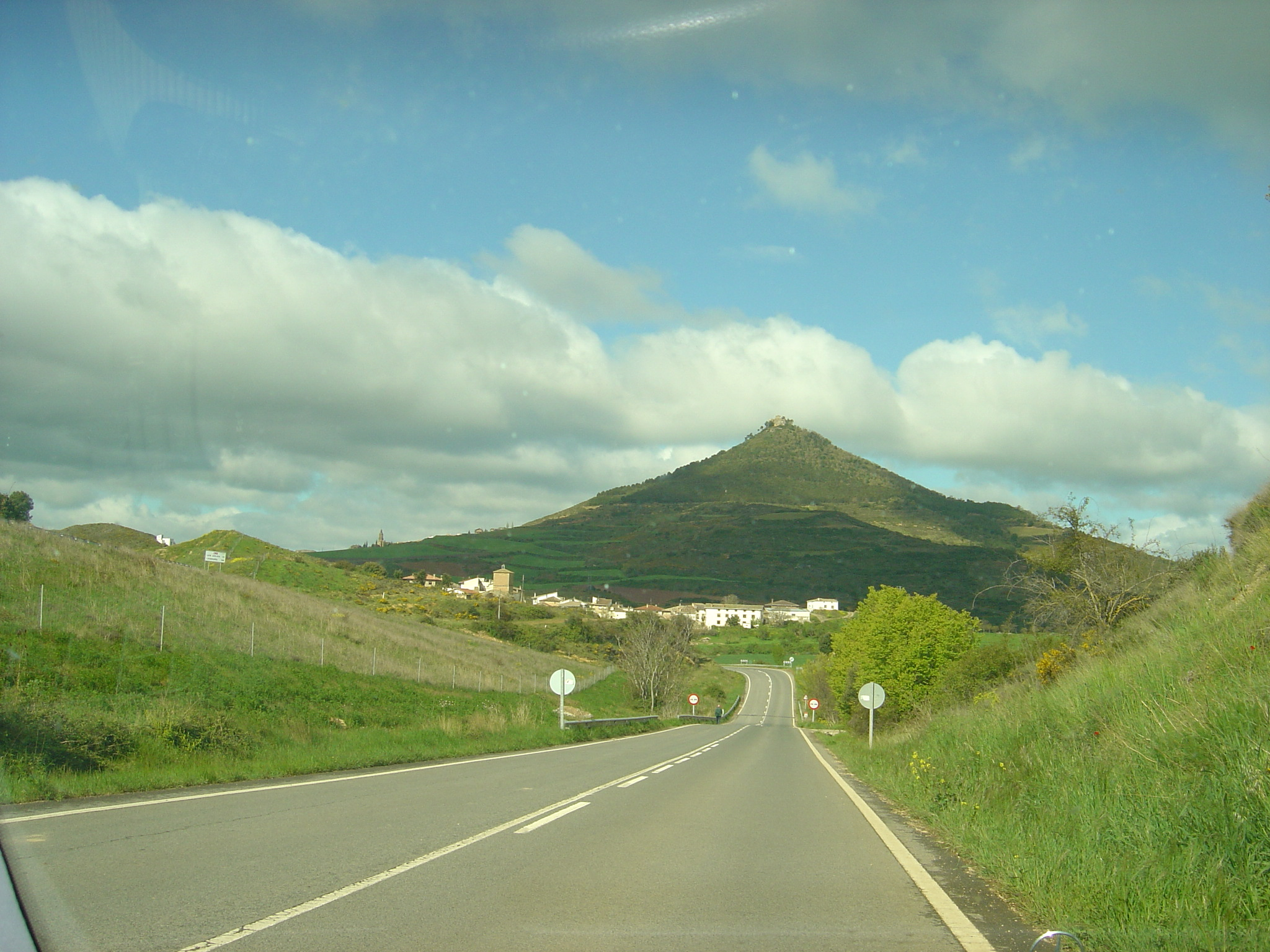
Вільямайор-де-Монхардін
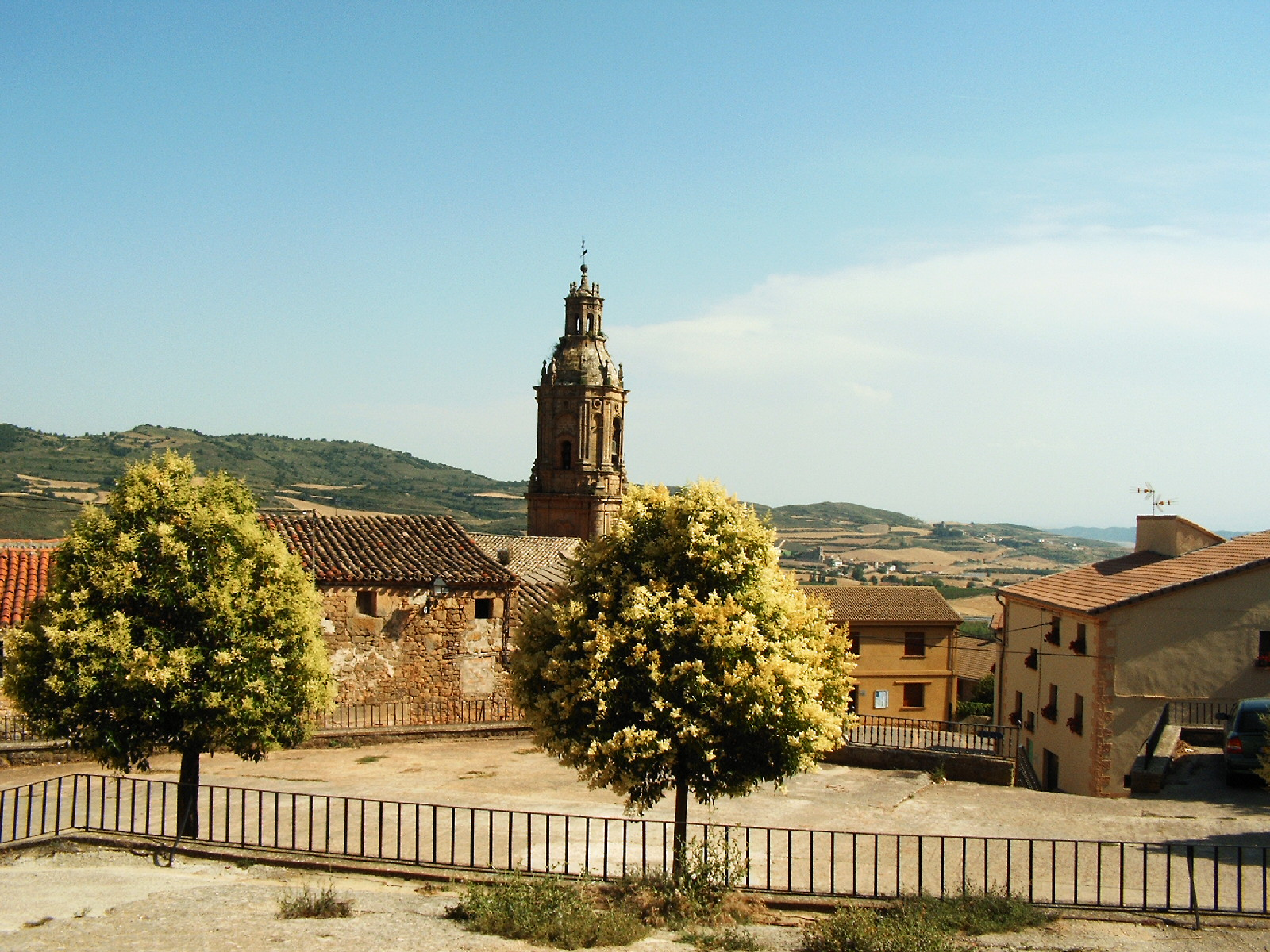
Церква Сан-Андрес-Апостоль